# Кутюков, Михаил Иванович
Михаил Иванович Кутюков (18 сентября 1922, Яранск, РСФСР — 5 сентября 1998, там же) — советский и российский педагог, журналист и краевед.

## Биография
В 1940 году окончил Яранскую среднюю школу № 1 и осенью того же года попал в 509-й зенитно-артиллерийский полк, дислоцировавшийся возле Львова. Прошёл всю войну, от первого до последнего дня, дослужившись до звания гвардии старшего сержанта. Служил связистом, наводчиком, командиром противотанкового орудия, был комсоргом, парторгом батареи. Дважды ранен, контужен. В ноябре 1945 года демобилизовался и возвратился домой с боевыми наградами: 3 ордена и 14 медалей.
Работал заместителем председателя правления артели «Швейпром». В 1948 году окончил курсы переподготовки партийных работников при Кировском обкоме ВКП(б) и был назначен инструктором отдела пропаганды райкома партии. В 1949 году был переведён на должность инспектора по кадрам Яранского спиртового завода, где был избран секретарём партийного бюро.
В 1953 году начал работу в редакции районной газеты «Знамя коммунизма». Сначала был литературным сотрудником, затем заведовал отделом, являлся заместителем директора.
Заочно окончил исторический факультет Марийского педагогического института.
Ещё в школе увлекался краеведением, а затем уже в годы работы журналистом писал статьи по истории города Яранска. Был сторонником возвращения исторических названий улицам Яранска по примеру других городов.
Умер 5 сентября 1998 года в Яранске. Похоронен на Вознесенском кладбище.

## Семья
- Отец, Иван Тимофеевич Кутюков — крестьянин.
- Мать, Мария Николаевна Стародумова (1892—1975) — дочь общественного деятеля, председателя Яранской уездной земской управы, члена IV Государственной думы от Вятской губернии Николая Павловича Стародумова.

## Членство в организациях
Член Союза журналистов СССР (1959).